# マルコス・ヴェナンシオ・デ・アルブケルケ
セアラ（Ceará）ことマルコス・ヴェナンシオ・デ・アルブケルケ（Marcos Venâncio de Albuquerque、1980年6月16日 - ）は、ブラジルセアラー州出身のサッカー選手。ポジションはディフェンダー（右サイドバック）。

## タイトル

### クラブ
コリチーバFC
- カンピオナート・パラナエンセ : 2003

ADサンカエターノ
- カンピオナート・パウリスタ : 2004

SCインテルナシオナル
- コパ・リベルタドーレス : 2006
- FIFAクラブワールドカップ : 2006
- レコパ・スダメリカーナ : 2007

パリ・サンジェルマンFC
- クープ・ドゥ・ラ・リーグ : 2008

クルゼイロEC
- カンピオナート・ブラジレイロ・セリエA : 2013, 2014
- カンピオナート・ミネイロ：2014